# Home Nations Championship 1885
Home Nations Championship 1885 var det tredje Home Nations Championship i rugby union. Mesterskabet havde deltagelse af England, Irland, Skotland og Wales, og der blev spillet fire kampe i perioden 3. januar – 7. marts 1885.
Turneringen blev ikke spillet færdig, eftersom Skotland og England nægtede at møde hinanden efter de uenigheder, der opstod i forbindelse med afgørelsen af det foregående mesterskab i 1884. Derudover blev kampen mellem Wales og Irland også aflyst på grund af en tvist mellem de to landes forbund.

## Resultater
Kampene blev afgjort efter flest scorede mål. Hvis holdene stod lige, blev flest scorede forsøg afgørende.
| Dato            | Kamp               | Res.         | Spillested   |
| --------------- | ------------------ | ------------ | ------------ |
| 3. januar 1885  | Wales – England    | (1) 1–1 (4)  | Swansea      |
| 10. januar 1885 | Skotland – Wales   | 0–0          | Glasgow      |
| 7. februar 1885 | England – Irland   | (2) 0–0 (1)  | Manchester   |
| 7. marts 1885   | Irland – Skotland  | 0–1          | Belfast      |
| –               | Skotland – England | Ikke spillet | Ikke spillet |
| –               | Irland – Wales     | Ikke spillet | Ikke spillet |

| Plac. | Hold     | Kampe | Kampe | Kampe | Kampe | Mål   | Mål | Point |
| Plac. | Hold     | K     | V     | U     | T     | Score | ±   | Point |
| ----- | -------- | ----- | ----- | ----- | ----- | ----- | --- | ----- |
| 1.    | England  | 2     | 2     | 0     | 0     | 1-1   | 0   | 4     |
| 2.    | Skotland | 2     | 1     | 1     | 0     | 1-0   | +1  | 3     |
| 3.    | Wales    | 2     | 0     | 1     | 1     | 1-1   | 0   | 1     |
| 4.    | Irland   | 2     | 0     | 0     | 2     | 0-1   | −1  | 0     |